# エステラ・コー
エステラ・L・コー（Estella L. Coe、1887年3月17日 - 1966年7月）は、アメリカン・ボードの宣教師である。
1887年アメリカ合衆国オハイオ州オベリンに生まれる。オベリン大学を卒業、ウェスタン大学で社会福祉学を専攻する。父親の遺言により宣教師になる。
1911年アメリカン・ボードの宣教師として来日し、神戸女学院に勤務する。1916年に鳥取市に赴任して、H・J・ベネットの協力を行う。鳥取教会を拠点に活動を行う。ベネットとコーの宣教師時代に鳥取教会は大きく教勢が拡大する。
また、キリスト教養護施設鳥取こども学園を設立する。
1918年9月鳥取大洪水の時には、幼児を救出する。1930年7月病のためにアメリカに帰国する。帰国後も鳥取こども園を支援し続け、1966年にアメリカで死去する。
コーに感化を受けたクリスチャン青年たちは、熊本バンドにならい鳥取バンドを結成した。彼らは、同志社や神戸女子神学校（現・聖和大学）で学び、牧師や伝道者として活躍した。